# Barroca do Outeiro
Barroca do Outeiro é uma localidade portuguesa situada  na freguesia do Louriçal, Município de Pombal, Distrito de Leiria. Fica situada entre Foitos e Outeiro do Louriçal. Está distanciado cerca de 5 km do Louriçal.

## Significado do nome
Etimológico: Escavação natural, barranco (fenda estreita, comprida e pouco profunda provocada pela corrente de água formada pela chuva).
Popular: O nome desta aldeia provém do seu significado etimológico, ou seja, Barroca é uma escavação natural, pouco profunda e comprida.

## Património
- Alminhas de São José
- Grupo Desportivo Cultural e Recreativo do Outeiro do Louriçal